# Денніс (Массачусетс)
Денніс (англ. Dennis) — місто (англ. town) в США, в окрузі Барнстебел штату Массачусетс. Населення — 14 674 особи (2020).

### Клімат
| Клімат : Денніс              | Клімат : Денніс | Клімат : Денніс | Клімат : Денніс | Клімат : Денніс | Клімат : Денніс | Клімат : Денніс | Клімат : Денніс | Клімат : Денніс | Клімат : Денніс | Клімат : Денніс | Клімат : Денніс | Клімат : Денніс | Клімат : Денніс |
| Показник                     | Січ.            | Лют.            | Бер.            | Квіт.           | Трав.           | Черв.           | Лип.            | Серп.           | Вер.            | Жовт.           | Лист.           | Груд.           | Рік             |
| Середній максимум, °C        | 3,2             | 4,1             | 6,9             | 11,5            | 16,8            | 21,9            | 25,4            | 25,0            | 21,6            | 16,2            | 11,6            | 6,3             | 14,3            |
| Середня температура, °C      | −0,8            | −0,1            | 2,9             | 7,4             | 12,6            | 17,9            | 21,4            | 21,1            | 17,4            | 12,0            | 7,5             | 2,3             | 10,2            |
| Середній мінімум, °C         | −4,8            | −4,1            | −1,1            | 3,4             | 8,4             | 13,9            | 17,5            | 17,3            | 13,4            | 7,8             | 3,4             | −1,7            | 6,2             |
| Норма опадів, мм             | 94              | 84              | 116             | 109             | 86              | 89              | 80              | 88              | 93              | 101             | 104             | 104             | 1147            |
| Вологість повітря, %         | 70.4            | 69.3            | 67.7            | 70.6            | 73.0            | 76.1            | 78.3            | 78.5            | 77.9            | 74.5            | 71.2            | 70.4            | 73.2            |
| ---------------------------- | --------------- | --------------- | --------------- | --------------- | --------------- | --------------- | --------------- | --------------- | --------------- | --------------- | --------------- | --------------- | --------------- |
| Джерело: PRISM Climate Group |                 |                 |                 |                 |                 |                 |                 |                 |                 |                 |                 |                 |                 |

## Демографія
Згідно з переписом 2010 року, у місті мешкало 14 207 осіб у 6928 домогосподарствах у складі 3978 родин. Було 15586 помешкань
Расовий склад населення:
| - 93,5 % — білих - 2,1 % — чорних або афроамериканців - 0,6 % — азіатів - 0,5 % — корінних американців - 0,1 % — вихідців з тихоокеанських островів - 1,3 % — осіб інших рас |

До двох чи більше рас належало 1,9 %. Частка іспаномовних становила 2,2 % від усіх жителів.
За віковим діапазоном населення розподілялося таким чином: 13,9 % — особи молодші 18 років, 53,9 % — особи у віці 18—64 років, 32,2 % — особи у віці 65 років та старші. Медіана віку мешканця становила 55,1 року. На 100 осіб жіночої статі у місті припадало 86,7 чоловіків;  на 100 жінок у віці від 18 років та старших — 83,7 чоловіків також старших 18 років.
Середній дохід на одне домашнє господарство  становив 80 503 долари США (медіана — 56 176), а середній дохід на одну сім'ю — 103 333 долари (медіана — 81 731). Медіана доходів становила 54 615 доларів для чоловіків та 42 926 доларів для жінок. За межею бідності перебувало 10,9 % осіб, у тому числі 28,8 % дітей у віці до 18 років та 6,8 % осіб у віці 65 років та старших.
Цивільне працевлаштоване населення становило 6131 особа. Основні галузі зайнятості: освіта, охорона здоров'я та соціальна допомога — 25,5 %, мистецтво, розваги та відпочинок — 14,7 %, роздрібна торгівля — 12,6 %, будівництво — 12,4 %.